# 波丘伊基
49°56′37″N 29°36′28″E / 49.94361°N 29.60778°E
波丘伊基（烏克蘭語：Почуйки）是烏克蘭北部的村莊，隸屬日托米爾州的日托米爾區。該村面積6.27平方公里，海拔高度196米，2001年人口794，人口密度每平方公里126.61人。